# 布爾韋德 (德克薩斯州)
布爾韋德（英語：Bulverde）是美國德克薩斯州科馬爾縣的一個城市。布爾韋德以緩慢的生活節奏而聞名。2010年美國人口普查時其人口為4,630人。至2020年美國人口普查時其人口增加為5,692人，布爾韋德是聖安東尼奧大都市統計區的一部分。

## 地理
布爾韋德位於科馬爾縣西部，其經緯度為北緯29°44′55″，西經98°24′48″，位於聖安東尼奧市中心以北約26英里（42公里）處。美國281號公路穿過布爾韋德東側，向南通聖安東尼奧，向北25英里（40公里）到達布蘭科。
根據美國普查局的數據，布爾韋德總面積為9.7平方英里（25.2平方公里），其中0.01平方英里（0.02平方公里）為水域。